# Jacqueline Auriol
Jacqueline Auriol, nata Jacqueline Marie-Thérèse Suzanne Douet (Challans, 5 novembre 1917 – Parigi, 11 febbraio 2000) è stata un'aviatrice francese.
Ha stabilito parecchi record mondiali di velocità e si è stata una delle prime donne pilota collaudatore.

## Biografia
Originaria della Vandea, era figlia di un ricco costruttore navale. Dopo gli studi al liceo Blanche-de-Castille di Nantes, si laurea all'Università di Nantes. È attratta dall'arte e dalla storia dell'arte e si iscrive all'École du Louvre. Compie il suo primo volo a Grenoble all'età di sedici anni, senza particolare interesse. Nel febbraio 1938 sposa Paul Auriol (1918-1992), figlio di Vincent Auriol (futuro presidente della IV Repubblica), di cui assume il cognome. Nel 1947, dopo l'elezione del suocero, si occupa della decorazione di alcune stanze del Palazzo dell'Eliseo. Ex diplomato dell'École libre des sciences politiques e dirigente nel settore elettrico, Paul Auriol collabora con il padre durante il suo mandato presidenziale come segretario generale aggiunto della presidenza della Repubblica (1947-1954). Continua a lavorare come Controllore Generale alla Électricité de France e dal 1962 come Segretario Generale del Comitato Nazionale Francese della Conferenza Mondiale dell'Energia.
Per passione e gusto per lo sport, Jacqueline Auriol impara a guidare un biplano Stampe e ottiene certificati di primo e secondo livello nel 1948. L'aviazione diventa poi la sua passione e passa al volo acrobatico per migliorare le sue capacità.
L'11 luglio 1949 è vittima di un terribile incidente sulla Senna, tra Meulan-en-Yvelines e Les Mureaux, mentre era copilota di un prototipo di idrovolante, uno S.C.A.N. 30 costruito dalla Société de construction aéronavale. Durante questo volo di prova, l'aereo vola troppo basso e il suo scafo colpisce improvvisamente l'acqua. Il mezzo si capovolge, lasciando Paul Mingam, il pilota dello S.C.A.N. 30, senza tempo di reagire. Dei tre passeggeri a bordo (oltre a Mingam, vi sono l'amministratore delegato di S.C.A.N., Guédon), Jacqueline Auriol è la più gravemente ferita: ha diverse fratture al cranio e rimane sfigurata. In due anni, si sottopone a circa venti interventi chirurgici negli Stati Uniti. Con molta ostinazione, riprende a volare e supera i brevetti militare, volo a vela e elicottero.
Il 21 dicembre 1952 batte il primato mondiale di velocità di volo femminile su un aereo a reazione Mistral ad una velocità media di 855,92 km/h. La statunitense Jacqueline Cochran supererà questo record il 20 maggio 1953 a 1.050 km/h. Il 15 agosto 1953 Jacqueline Auriol è la prima europea ad attraversare il muro del suono, a bordo di un Dassault MD 452 Mystère II. Il 20 aprile 1954 entra alla École du personnel navigant d'essais et de réception e si laurea pilota collaudatrice autorizzata il 18 novembre 1955. In seguito entra al Centre d'essais en vol di Brétigny-sur-Orge. Jacqueline Cochran, successivamente vicepresidente della International Astronautical Federation, fa di tutto per mantenere il titolo di "la donna più veloce del mondo" e annuncia a maggio 1955 che i record femminili sarebbero stati aboliti il 1º giugno dello stesso anno. Ma Jacqueline Auriol, molto determinata, riprende il record di velocità con 1151 km/h su un Dassault MD 454 Mystère IV il 31 maggio 1955, costringendo la sua "avversaria" ad annullare la sua decisione.
Il 7 aprile 1961, ai comandi di un Northrop T-38 Talon (numero di serie 60-0551), Cochran porta il record a 1.262 km orari. Il 22 giugno 1962 Jacqueline Auriol migliora il record di 100 km a circuito chiuso femminile a 1.849 km/h su Dassault Mirage III C e poi il 14 giugno 1963 a 2.038 km/h su Mirage III R. La Dassault Aviation le chiede di stabilire dei record sul business jet Dassault Falcon 20. Per l'ultima volta il 1º giugno 1964 Cochran porta questo record ancora più in alto con 2.097 km/h sul F-104G.
Jacqueline Auriol riceve quattro volte uno dei più prestigiosi premi aeronautici, l'Harmon Trophy: nel 1951, 1952, 1955 e 1956. Ha inoltre ricevuto il premio Henri-Deutsch de la Meurthe dell'Académie des sports nel 1951, per un evento sportivo che poteva portare ad un "progresso materiale, scientifico o morale per l'umanità" e il premio Roland Peugeot dall'Académie des sports per il più grande successo della meccanica francese dell'anno nel 1963.

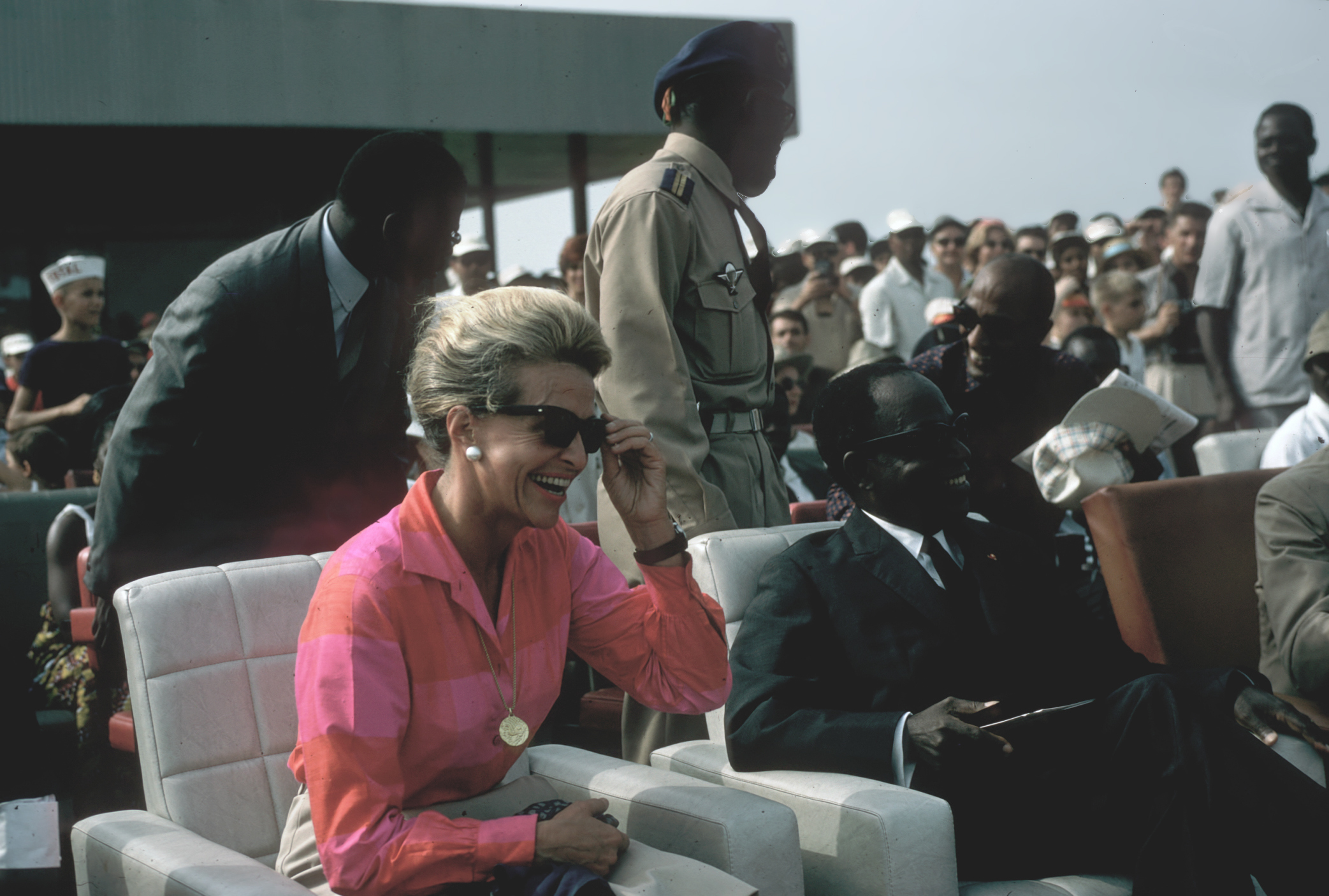
Félix Houphouët-Boigny e Jacqueline Auriol a Abidjan

Nel 1966 Jacqueline Auriol batte un nuovo record tra la Francia e la Costa d'Avorio. Il presidente ivoriano Félix Houphouët-Boigny le riserva una grande accoglienza. 
Jacqueline Auriol vive per molti anni a Saint-Herblain, una città della Loira Atlantica. È la prima donna a volare sul Concorde, ma come pilota collaudatrice. Solo due donne saranno piloti di linea su questo aereo, la britannica Barbara Harmer e la francese Béatrice Vialle.
Jacqueline e suo marito divorziano nel 1967 e si risposano nel 1987. Hanno due figli.

## Omaggi
Jacques Chirac, presidente della Repubblica francese, ha reso omaggio a Jacqueline Auriol nel febbraio 2000 dichiarando:
È Gloire du sport, classe 1993.
Nel 2009 il consiglio comunale di Lione ha deciso di intitolarle una strada dell'8º arrondissement.
Nel 2010 il Syndicat des transports d'Île-de-France ha deciso di dare il suo nome a una stazione della Linea T2 dell'Île-de-France situata nel comune di Colombes.
È menzionata nel 173° dei 480 ricordi citati da Georges Perec nel suo testo Je me souviens.
Un vicolo porta il nome di Jacqueline Auriol a Strasburgo, nel quartiere Neudorf, una via Jacqueline-Auriol a Besançon e a Sargé-lès-le-Mans.
Due scuole portano il suo nome: quella di Villeneuve-Tolosane in Alta Garonna e quella di Boulogne-Billancourt in Hauts-de-Seine.

## Onorificenze

Jacqueline Auriol raffigurata in un francobollo celebrativo francese del 2003

- Premiata con la Grande Medaglia d'oro dell'Aéro-Club de France e la Grande Medaglia d'oro della Fédération aéronautique internationale].
- Vincitrice di quattro premi Harmon Trophy per i suoi vari record di velocità.[9]
- Nel 1963, l'Associazione dei giornalisti professionisti dell'aeronautica e dello spazio gli ha conferito il premio Icaro.
- Emissione di un francobollo da parte delle poste francesi nel 2003

## Documentari
- Jacqueline Auriol, une femme à réaction(s), film di Jean-Luc Desbonnet coprodotto da MC4, France 3 Pays de la Loire e History; con la voce di Claudine Haigneré, 2016, 52 minuti.
- Jacqueline Auriol, vivre et voler, documentario di Jacques Malaterre della serie "Les oubliés de l'histoire"; coproduzione di ARTE France, Les Films du Tambour de soie, Sara M, 2017, 26 minuti.

## Opere
- (FR) Jacqueline Auriol, Vivre et voler, Flammarion, 1968.
- Jacqueline Auriol, I Live to Fly, E. P. Dutton, 1970, ISBN 0525130764, OCLC 86700.